# Liste der Außenminister Rumäniens

Ministerul Afacerilor Externe (MAE)

Dies ist eine Liste der Außenminister Rumäniens  seit 1862.

## Fürstentum Rumänien(1862–1881)
- Apostol Arsache (22. Januar 1862 bis 24. Juni 1862)
- Alexandru Cantacuzino (24. Juni 1862 bis 29. September 1862)
- Ioan Grigore Ghica (30. September 1862 bis 16. August 1863)
- Nicolae Rosetti-Bălănescu (17. August 1863 bis 16. Oktober 1865)
- Alexandru Papadopol-Calimah (17. Oktober 1865 bis 10. Februar 1866)
- Ion Ghica (11. Februar 1866 bis 10. Mai 1866)
- Petre Mavrogheni (11. Mai 1866 bis 13. Juli 1866)
- George Barbu Știrbei (15. Juli 1866 bis 21. Februar 1867)
- Ștefan Golescu (1. März 1867 bis 5. August 1867)
- Alexandru Teriachiu 17. August 1867 bis 12. November 1867
- Ștefan Golescu (13. November 1867 bis 30. April 1868)
- Nicolae Golescu (1. Mai bis 15. November 1868)
- Dimitrie Ghica (16. November 1868 bis 27. November 1869)
- Nicolae Callimachi-Catargiu (28. November 1869 bis 1. Februar 1870)
- Alexandru G. Golescu (2. Februar bis 18. April 1870)
- Petru Carp (20. April bis 14. Dezember 1870)
- Nicolae Callimachi-Catargiu (18. Dezember 1870 bis 11. März 1871)
- Gheorghe Costaforu (11. März 1871 bis 27. April 1873)
- Vasile Boerescu (28. April 1873 bis 29. Januar 1876)
- Ion Bălăceanu (30. Januar bis 3. April 1876)
- Dimitrie Cornea (4. bis 26. April 1876)
- Mihail Kogălniceanu (27. April bis 23. Juli 1876)
- Nicolae Ionescu (24. Juli 1876 bis 2. April 1877)
- Mihail Kogălniceanu (3. April 1877 bis 24. November 1878)
- Ion I. Câmpineanu (25. November 1878 bis 10. Juli 1879)
- Vasile Boerescu (11. Juli 1879 bis 9. April 1881)

## Königreich Rumänien(1881–1947)
- Dimitrie C. Brătianu (10. April bis 8. Juni 1881)
- Eugeniu Stătescu (9. Juni 1881 bis 30. Juli 1881)
- Dimitrie Alexandru Sturdza (1. August 1881 bis 1. Februar 1885)
- Ion C. Câmpineanu (2. Februar bis 27. Oktober 1885)
- Ion Brătianu (28. Oktober bis 15. Dezember 1885)
- Mihail Pherekyde (16. Dezember 1885 bis 21. März 1888)
- Petre P. Carp (1888 bis 1889)
- Alexandru Lahovari (29. März 1889 bis 15. Februar 1891)
- Constantin Esarcu (21. Februar bis 26. November 1891)
- Alexandru Lahovari (27. November 1891 bis 3. Oktober 1895)
- Dimitrie Alexandru Sturdza (4. Oktober 1895 bis 21. November 1896)
- Constantin Stoicescu (21. November 1896 bis 29. März 1897)
- Dimitrie Alexandru Sturdza (31. März 1897 bis 30. März 1899)
- Ioan Lahovari (11. April 1899 bis 6. Juli 1900)
- Alexandru Marghiloman (7. Juli 1900 bis 13. Februar 1901)
- Dimitrie Alexandru Sturdza (14. Februar 1901 bis 8. Januar 1902)
- Ion I. C. Brătianu (9. Januar 1902 bis 11. Dezember 1904)
- Dimitrie A. Sturdza (12. Dezember bis 21. Dezember 1904)
- Iacob Lahovari (22. Dezember 1904 bis 8. Februar 1907)
- Ioan Lahovari (9. Februar bis 11. März 1907)
- Dimitrie Alexandru Sturdza (12. März 1907 bis 27. Dezember 1908)
- Ion I. C. Brătianu (27. Dezember 1908 bis 30. Oktober 1909)
- Alexandru Djuvara (1. November 1909 bis 28. Dezember 1910)
- Titu Maiorescu (29. Dezember 1910 bis 31. Dezember 1913)
- Emanuel Porumbaru (4. Januar 1914 bis 7. Dezember 1916)
- Ion I. C. Brătianu (8. Dezember 1916 bis 28. Januar 1918)
- Alexandru Averescu (29. Januar bis 4. März 1918)
- Constantin C. Arion (5. März bis 23. Oktober 1918)
- Constantin Coandă (24. Oktober bis 28. November 1918)
- Ion I. C. Brătianu (29. November 1918 bis 26. September 1919)
- Arthur Văitoianu (27. September bis 14. Oktober 1919)
- Nicolae Mișu (15. Oktober bis 30. November 1919)
- Alexandru Vaida-Voevod (1. Dezember 1919 bis 9. Januar 1920)
- Ștefan Cicio Pop (10. Januar bis 13. März 1920)
- Duiliu Zamfirescu (13. März bis 12. Juni 1920)
- Take Ionescu (13. Juni 1920 bis 16. Dezember 1921)
- Gheorghe Derussi (17. Dezember 1921 bis 19. Januar 1922)
- Ion G. Duca (19. Januar 1922 bis 29. März 1926)
- Ion Mitilineu (30. März 1926 bis 3. Juni 1927)
- Barbu Știrbey (4. Juni bis 20. Juni 1927)
- Ion I. C. Brătianu (21. Juni bis 24. November 1927)
- Nicolae Titulescu (24. November 1927 bis 9. November 1928)
- Gheorghe Mironescu (10. November 1928 bis 9. Oktober 1930)
- Ion Mihalache (10. Oktober 1930 bis 17. April 1931)
- Constantin Argetoianu (18. April 1931 bis 26. April 1932)
- Dimitrie I. G. Ghica (27. April 1931 bis 5. Juni 1932)
- Alexandru Vaida-Voevod (6. Juni bis 19. Oktober 1932)
- Nicolae Titulescu (20. Oktober 1932 bis 1. Oktober 1934)
- Gheorghe Tătărescu (2. Oktober bis 9. Oktober 1934)
- Nicolae Titulescu (10. Oktober 1934 bis 28. August 1936)
- Victor Antonescu (29. August 1936 bis 28. Dezember 1937)
- Istrate Micescu (29. Dezember 1937 bis 10. Februar 1938)
- Gheorghe Tătărescu (11. Februar bis 29. März 1938)
- Nicolae Petrescu-Comnen (30. März 1938 bis 31. Januar 1939)
- Grigore Gafencu (1. Februar 1939 bis 3. Juli 1940)
- Mihail Manoilescu (4. Juli bis 4. September 1940)
- Mihail R. Sturdza (14. September 1940 bis 17. Januar 1941)
- Ion Antonescu (18. Januar 1941 bis 1. Januar 1943)
- Mihai Antonescu (1. Januar 1943 bis 23. August 1944)
- Grigore Niculescu-Buzești (23. August bis 3. November 1944)
- Constantin Vișoianu (4. November 1944 bis 5. März 1945)
- Gheorghe Tătărescu (6. März 1945 bis 29. Dezember 1947)

## Kommunistisches Rumänien(1947–1989)

### Volksrepublik Rumänien (1947–1965)
- Ana Pauker (30. Dezember 1947 bis 9. Juli 1952)
- Simion Bughici (10. Juli 1952 bis 3. Oktober 1955)
- Grigore Preoteasa (4. Oktober 1955 bis 14. Juli 1957)
- Ion Gheorghe Maurer (15. Juli 1957 bis 15. Januar 1958)
- Avram Bunaciu (23. Januar 1958 bis 20. März 1961)
- Corneliu Mănescu (21. März 1961 bis 20. August 1965)

### Sozialistische Republik Rumänien (1965–1989)
- Corneliu Mănescu (21. August 1965 bis 22. Oktober 1972)
- George Macovescu (23. Oktober 1972 bis 22. März 1978)
- Ștefan Andrei (23. März 1978 bis 8. November 1985)
- Ilie Văduva (8. November 1985 bis 26. August 1986)
- Ioan Totu (26. August 1986 bis 2. November 1989)
- Ion Stoian (2. November bis 22. Dezember 1989)

## Rumänien(1989–heute)
- Sergiu Celac (26. Dezember 1989 bis 27. Juni 1990)
- Adrian Năstase (28. Juni 1990 bis 18. November 1992)
- Teodor Meleșcanu (19. November 1992 bis 11. Dezember 1996)
- Adrian Severin (12. Dezember 1996 bis 29. Dezember 1997)
- Andrei Pleșu (29. Dezember 1997 bis 22. Dezember 1999)
- Petre Roman (22. Dezember 1999 bis 28. Dezember 2000)
- Mircea Geoană (28. Dezember 2000 bis 28. Dezember 2004)
- Mihai Răzvan Ungureanu (28. Dezember 2004 bis 21. März 2007)
- Călin Popescu-Tăriceanu Ad interim (21. März 2007 bis 5. April 2007)
- Adrian Cioroianu (5. April 2007 bis 15. April 2008)
- Lazăr Comănescu (15. April 2008 bis 22. Dezember 2008)
- Cristian Diaconescu (22. Dezember 2008 bis 1. Oktober 2009)
- Cătălin Predoiu (ad interim 1. Oktober 2009 bis 23. Dezember 2009)
- Teodor Baconschi (28. Dezember 2009 bis 23. Januar 2012)[1]
- Cristian Diaconescu (24. Januar 2012 bis 7. Mai 2012)[2]
- Andrei Marga (8. Mai 2012 bis 6. August 2012)
- Titus Corlățean (6. August 2012 bis 10. November 2014)
- Teodor Meleșcanu (10. November 2014 bis 24. November 2014)
- Bogdan Aurescu (24. November 2014 bis November 2015)
- Lazăr Comănescu (November 2015 bis Januar 2017)
- Teodor Meleșcanu (4. Januar 2017 bis 24. Juli 2019)
- Ramona Nicole Mănescu (24. Juli 2019 bis 4. November 2019)
- Bogdan Aurescu (4. November 2019  bis 15. Juni 2023)
- Luminița Odobescu (seit 15. Juni 2023)